# L'infern a casa
L'infern a casa és una comèdia dramàtica en tres actes i en prosa, original de Frederic Soler, estrenada al Teatre Català Romea de Barcelona, el dia 11 de novembre de 1892.

## Repartiment
- Júlia: Pilar Clemente
- Donya Remei: Anna Monner
- Eugènia: Carme Parreño
- Climnetina: Mercè Blanca
- Cinteta: Enriqueta Guerra
- Evarist: Teodor Bonaplata
- Carles: Hermenegild Goula
- Senyor Soldevila: Iscle Soler
- Ramon: Jaume Capdevila
- Inspector: Ramon Valls

## Edicions
1a ed.: Casa Editorial de Teatre. Bonavia i Duran, impressors. Barcelona, 1915